# Albania na Igrzyskach Europejskich 2015
Albania na Igrzyskach Europejskich w Baku – grupa sportowców, którzy reprezentowali Albanię na Igrzyskach Europejskich w Baku. Kraj reprezentowało 28 sportowców biorących udział w 9 dyscyplinach.

## Skład reprezentacji
| Dyscyplina    | Mężczyźni | Kobiety | Łącznie |
| ------------- | --------- | ------- | ------- |
| Boks          | 2         | 0       | 2       |
| Judo          | 1         | 0       | 1       |
| Karate        | 1         | 0       | 1       |
| Kolarstwo     | 2         | 0       | 2       |
| Lekkoatletyka | 10        | 5       | 15      |
| Strzelectwo   | 1         | 0       | 1       |
| Pływanie      | 1         | 1       | 2       |
| Taekwondo     | 0         | 1       | 1       |
| Zapasy        | 3         | 0       | 3       |
| Łącznie       | 21        | 7       | 28      |

## Wyniki

### Boks
Źródło:
| Zawodnik        | Kategoria                | Runda 1          | Runda 1         | 1/8 finału | 1/8 finału | Ćwierćfinał | Ćwierćfinał | Półfinał   | Półfinał | Finał      | Finał | Poz. |
| Zawodnik        | Kategoria                | Przeciwnik       | Wynik           | Przeciwnik | Wynik      | Przeciwnik  | Wynik       | Przeciwnik | Wynik    | Przeciwnik | Wynik | Poz. |
| --------------- | ------------------------ | ---------------- | --------------- | ---------- | ---------- | ----------- | ----------- | ---------- | -------- | ---------- | ----- | ---- |
| Mężczyźni       |                          |                  |                 |            |            |             |             |            |          |            |       |      |
| Rexhildo Zeneli | Waga lekka do 60 kg      | Dzmitryj Assanau | dyskwalifikacja | –          | –          | –           | –           | –          | –        | –          | –     |      |
| Alban Beqiri    | Waga półśrednia do 69 kg | Adam Nolan       | 0:3             | –          | –          | –           | –           | –          | –        | –          | –     |      |

### Judo
| Zawodnik       | Kategoria | Runda 1       | Runda 1   | Runda 2 | 1/8 finału | Ćwierćfinał | Repasaż Półfinał | Półfinał | Repasaż Finał | Finał Walka o brąz | Poz. |
| Zawodnik       | Kategoria | Przeciwnik    | Wynik     | Runda 2 | 1/8 finału | Ćwierćfinał | Repasaż Półfinał | Półfinał | Repasaż Finał | Finał Walka o brąz | Poz. |
| -------------- | --------- | ------------- | --------- | ------- | ---------- | ----------- | ---------------- | -------- | ------------- | ------------------ | ---- |
| Mężczyźni      |           |               |           |         |            |             |                  |          |               |                    |      |
| Igli Ramosacaj | do 73 kg  | Serhiy Drebot | 0003-1000 | –       | –          | –           | –                | –        | –             | –                  | –    |

### Karate
Źródło:
| Mężczyźni      |                 |                                                      |              |   |   |   |   |  |
| Halil Marqeshi | Kumite do 60 kg | Luca Maresca Matías Gómez García Firdovsi Farzaliyev | 0:8 0:10 0:6 | – | – | – | – |  |

### Lekkoatletyka
Źródło:
| Kobiety                                               |                     |                 |                 |                 |
| Ana Burda                                             | Trójskok            | nie startowała  | nie startowała  | nie startowała  |
| Ana Burda                                             | Skok w dal          | 5,10            | 12              | 3               |
| Luiza Gega                                            | 800 m               | 2:02,36         | 2               | 13              |
| Luiza Gega                                            | 1500 m              | 4:11,58         | 1               | 14              |
| Bruxhilda Qosja                                       | 400 m               | 1:01,07         | 11              | 4               |
| Bruxhilda Qosja                                       | 400 m przez płotki  | 1:11,54         | 12              | 3               |
| Marija Stillo                                         | 100 m               | 12,55           | 9               | 6               |
| Marija Stillo                                         | Rzut oszczepem      | nie startowała  | nie startowała  | nie startowała  |
| Iveta Urshini                                         | 200 m               | 25,89           | 11              | 4               |
| Iveta Urshini                                         | Rzut dyskiem        | nie startowała  | nie startowała  | nie startowała  |
| Ana Burda Bruxhilda Qosja Marija Stillo Iveta Urshini | 4 × 100 m           | dyskwalifikacja | dyskwalifikacja | dyskwalifikacja |
| Mężczyźni                                             |                     |                 |                 |                 |
| Adriatik Hoxha                                        | Rzut dyskiem        | nie startował   | nie startował   | nie startował   |
| Adriatik Hoxha                                        | Pchnięcie kulą      | 14,60           | 9               | 6               |
| Ilir Kellezi                                          | 3000 m              | 9:27,12         | 13              | 2               |
| Astrit Kryeziu                                        | 400 m               | 48,75           | 7               | 8               |
| Astrit Kryeziu                                        | 800 m               | 1:52,02         | 4               | 11              |
| Albert Marashi                                        | Rzut oszczepem      | nie startował   | nie startował   | nie startował   |
| Jorgo Mino                                            | 5000 m              | 15:14,00        | 6               | 9               |
| Jorgo Mino                                            | 3000 m przez płotki | 9:20,44         | 5               | 10              |
| Ardit Rrashi                                          | 100 m               | dyskwalifikacja | dyskwalifikacja | dyskwalifikacja |
| Mario Shestani                                        | 200 m               | dyskwalifikacja | dyskwalifikacja | dyskwalifikacja |
| Izmir Smajlaj                                         | Trójskok            | dyskwalifikacja | dyskwalifikacja | dyskwalifikacja |
| Izmir Smajlaj                                         | Skok w dal          | 7,52            | 2               | 13              |
| Edison Muco Ardit Rrashi Mario Shestani Izmir Smajla  | 4 × 100 m           | dyskwalifikacja | dyskwalifikacja | dyskwalifikacja |
| Jorgo Mino Edison Muco Mario Shestani Astrit Kryeziu  | 4 × 400 m           | nie startowali  | nie startowali  | nie startowali  |

### Kolarstwo

#### Kolarstwo szosowe
| Mężczyźni    |                            |                      |                      |
| Redi Halilaj | Jazda indywidualna na czas | 5:33:43              | 37                   |
| Eugert Zhupa | Jazda indywidualna na czas | nie ukończył wyścigu | nie ukończył wyścigu |
| Eugert Zhupa | Wyścig ze startu wspólnego | 1:06:26,84           | 29                   |

### Zapasy
Źródło:
| Zawodnik              | Konkurencja | Runda 1        | Runda 1 | 1/8 finału          | 1/8 finału | Ćwierćfinał                 | Ćwierćfinał | Półfinał     | Półfinał | Repasaż Ćwierćfinał | Repasaż Półfinał | Repasaż Finał       | Repasaż Finał | Finał | Poz. |
| Zawodnik              | Konkurencja | Przeciwnik     | Wynik   | Przeciwnik          | Wynik      | Przeciwnik                  | Wynik       | Przeciwnik   | Wynik    | Repasaż Ćwierćfinał | Repasaż Półfinał | Przeciwnik          | Wynik         | Finał | Poz. |
| --------------------- | ----------- | -------------- | ------- | ------------------- | ---------- | --------------------------- | ----------- | ------------ | -------- | ------------------- | ---------------- | ------------------- | ------------- | ----- | ---- |
| Styl dowolny mężczyzn |             |                |         |                     |            |                             |             |              |          |                     |                  |                     |               |       |      |
| Islam Islamaj         | do 57 kg    | –              | –       | Kastriot Sedolli    | 5:0        | Wladimir Chintschegaschwili | 0:4         | Marcel Ewald | 0:4      | –                   | –                | Alexandru Chirtoaca | 0:4           | –     | 4    |
| Osman Hajdari         | do 74 kg    | –              | –       | Krystian Brzozowski | 0:4        | –                           | –           | –            | –        | –                   | –                | –                   | –             | –     |      |
| Egzon Shala           | do 125 kg   | Rareș Chintoan | 0:4     | –                   | –          | –                           | –           | –            | –        | –                   | –                | –                   | –             | –     |      |

### Strzelectwo
Źródło:
| Zawodnik     | Klasa    | Konkurencja                | Kwalifikacje | Kwalifikacje | Finał | Finał | Poz. |
| Zawodnik     | Klasa    | Konkurencja                | Pkt.         | Poz.         | Pkt.  | Poz.  | Poz. |
| ------------ | -------- | -------------------------- | ------------ | ------------ | ----- | ----- | ---- |
| Mężczyźni    |          |                            |              |              |       |       |      |
| Arben Kucana | Pistolet | Pistolet pneumatyczny 10 m | 569          | 29           | –     | –     |      |
| Arben Kucana | Pistolet | Pistolet dowolny 50 m      | 538          | 26           | –     | –     |      |

### Taekwondo
Źródło:
| Zawodnik    | Konkurencja | 1/8 finału      | 1/8 finału | Ćwierćfinał | Repasaż Półfinał | Półfinał | Repasaż Finał / Brązowy medal | Finał | Poz. |
| Zawodnik    | Konkurencja | Przeciwnik      | Wynik      | Ćwierćfinał | Repasaż Półfinał | Półfinał | Repasaż Finał / Brązowy medal | Finał | Poz. |
| ----------- | ----------- | --------------- | ---------- | ----------- | ---------------- | -------- | ----------------------------- | ----- | ---- |
| Kobiety     |             |                 |            |             |                  |          |                               |       |      |
| Ada Demneri | do 57 kg    | Eva Calvo Gómez | 1:13       | –           | –                | –        | –                             | –     | 9−16 |

### Pływanie
| Zawodnik      | Konkurencja           | Kwalifikacje | Kwalifikacje | Półfinał | Półfinał | Finał | Finał | Poz. |
| Zawodnik      | Konkurencja           | Czas         | Poz.         | Czas     | Poz.     | Czas  | Poz.  | Poz. |
| ------------- | --------------------- | ------------ | ------------ | -------- | -------- | ----- | ----- | ---- |
| Kobiety       |                       |              |              |          |          |       |       |      |
| Diana Basho   | 200 m stylem dowolnym | 2:21,66      | 53           | –        | –        | –     | –     |      |
| Diana Basho   | 400 m stylem dowolnym | 5:00,36      | 45           | –        | –        | –     | –     |      |
| Mężczyźni     |                       |              |              |          |          |       |       |      |
| Franci Aleksi | 200 m stylem dowolnym | 2:01,88      | 53           | –        | –        | –     | –     |      |
| Franci Aleksi | 400 m stylem dowolnym | 4:19,05      | 51           | –        | –        | –     | –     |      |